# Nesselbach (Wien)
Der Nesselbach, auch Nestelbach oder Steinbergerbach genannt, ist ein Bach im 19. Wiener Gemeindebezirk Döbling.

## Geographie
Der Nesselbach entspringt in Grinzing zwischen Latisberg und Vogelsangberg in mehreren Quellen nahe der Wegmarke Bei der Kreuzeiche. Der Bach fließt zunächst in einem tief eingeschnittenen Tal in nordöstlicher Richtung, passiert die Wiener Höhenstraße und mündet wenig später in einen großen Bassin oberhalb der Wagenwiese, dessen Überlauf in den folgenden Bachkanal fließt. Ursprünglich folgte der Bachverlauf in früherer Zeit weiter der Cobenzlgasse und vereinigte sich an der Kreuzung mit der Himmelstraße mit dem Reisenbergbach. Danach floss der Bach weiter durch Heiligenstadt und mündete in den Donaukanal. Heute wird das Wasser des Nesselbaches über den Bachkanal in den rechten Sammelkanal des Donaukanals geleitet.

## Geschichte
Der Name des Baches stammt von den einst am Ufer zahlreich vorkommenden Brennnesseln. Der Name Steinbergerbach stammt hingegen vom Grinzinger Steinbruch. Auf einer Karte von 1901 war der Bachlauf noch bis kurz vor Grinzing als offen eingezeichnet, ältere Karten zeigen noch die Vereinigung des Baches mit dem Reisenbergbach. Ab hier wurde der Bach auf Grund der Nähe zur Martinskirche auch als Kirchenbach bezeichnet (1339 als chirichgraben genannt).
Das in den Jahren 1900 bis 1903 errichtete Nesselbachbecken wurde in den Jahren 2016 bis 2018 saniert und modernisiert. Hierbei wurde die steinerne Mauer teilweise abgerissen und durch eine höhere Stahlbetonmauer ersetzt, wodurch das Fassungsvermögen von 1600 auf 5800 Kubikmeter gesteigert werden konnte.
Der beim Gut Cobenzl im Einzugsgebiet des Nesselbachs entspringende Multikaulifelder Bach wurde 1904 gänzlich kanalisiert. Sein Kanal mündet auf Höhe Cobenzlgasse Nr. 128 in die Nesselbacheinwölbung.